# Moschea di Agha Bozorg
La moschea di Agha Bozorg (Persiano: مسجد آقا بزرگ Masjed-e Āghā Bozorg) è una moschea storica di Kashan, Iran. La moschea è stata costruita alla fine del XVIII secolo dal maestro Ustaz Haji Sya'ban-ali. La moschea e l'annessa scuola teologica (madrasa) si trovano nel centro della città.
La Moschea Agha Bozorg è stata costruita per la preghiera, la predicazione e le sessioni di insegnamento detenute da Molla Mahdi Naraghi II, noto come Āghā Bozorgh.

## Dettagli
La costruzione è stata descritta come "il più bel complesso islamico a Kashan e uno dei migliori della metà del XIX secolo". Notato per la sua conformazione simmetrica, si compone di due grandi iwan, uno davanti al miḥrāb e l'altro all'ingresso. Il cortile ha una seconda corte al centro che comprende un giardino con alberi e una fontana. L'iwan di fronte al miḥrāb ha due minareti con una cupola in mattoni. Essa è famosa per la sua simmetria architettonica.
Disposta su quattro piani, comprende un grande cortile interno sottostante con vasca per le abluzioni. Oltre ai due minareti sono presenti anche dei badgir, le torri del vento alte e slanciate.
Si dice che il numero di borchie che decora la porta di legno d'ingresso corrisponda al numero dei versetti del Corano. Mentre le pareti sono ricoperte da iscrizioni del Corano e mosaici. La moschea viene utilizzata solo nel periodo del Nawrūz.
È stato qui che Ustad Ali Maryam come allievo ha iniziato la sua carriera di architetto.

## Galleria d'immagini

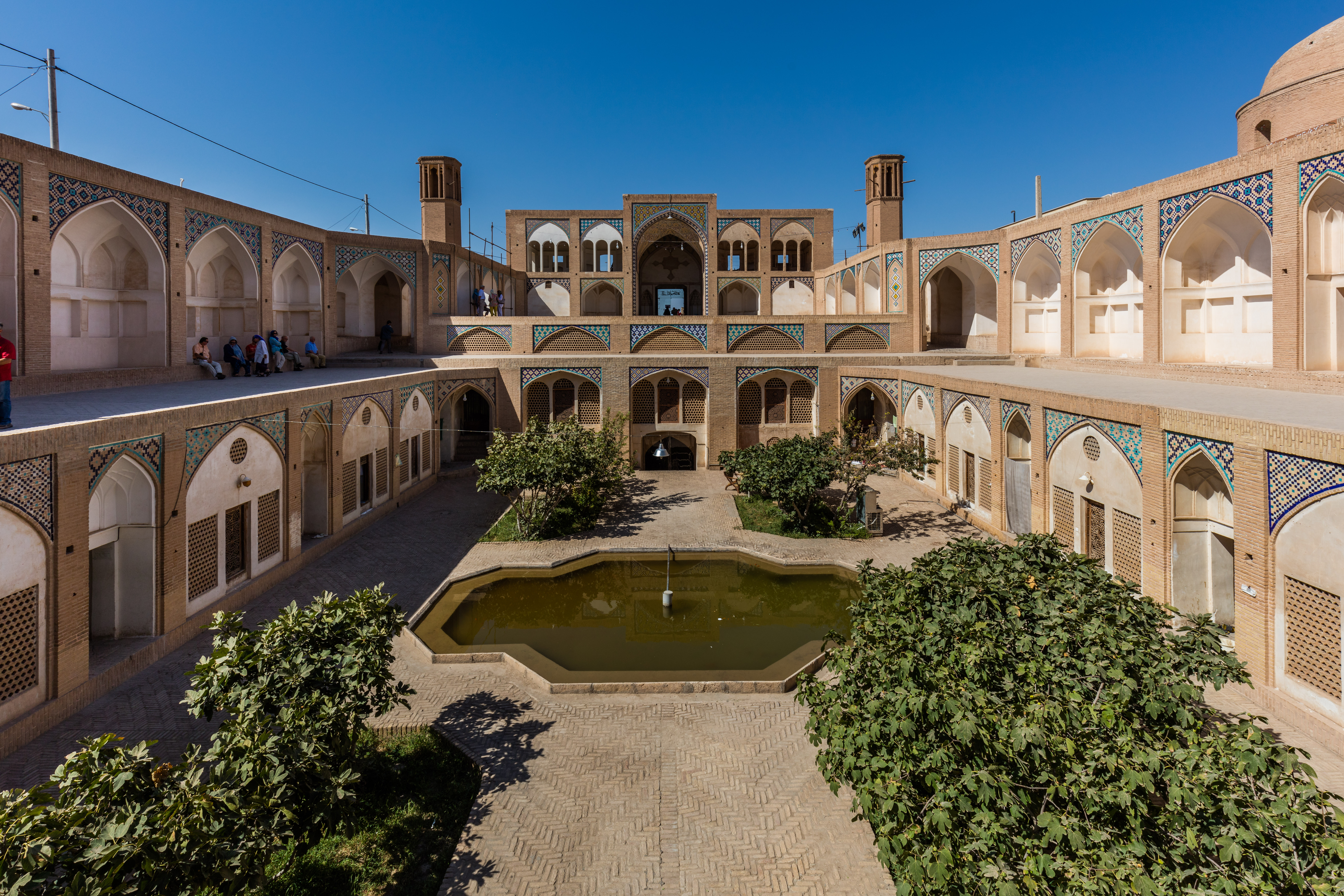
La simmetria del design è un tratto caratteristico dell'architettura Islamica.
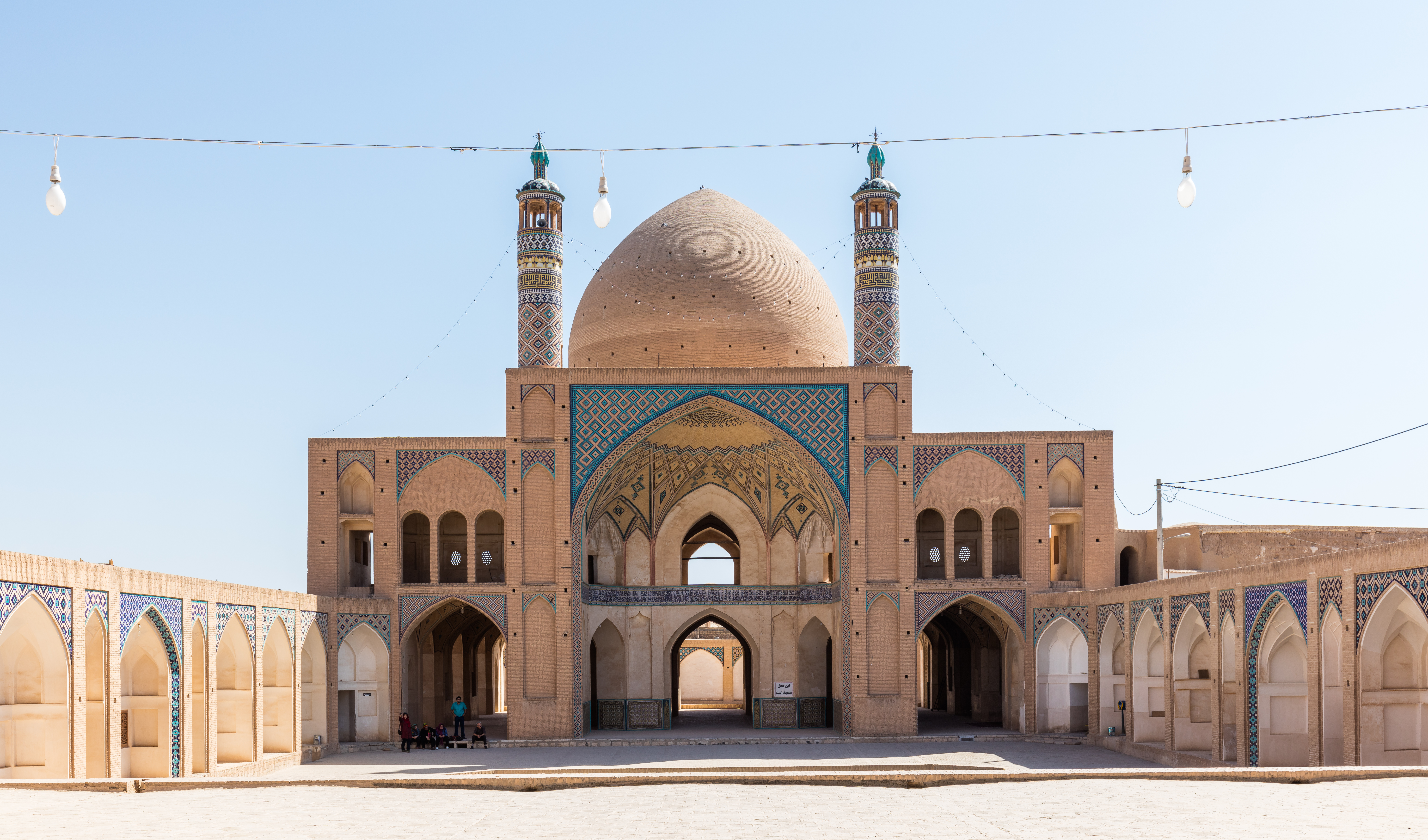
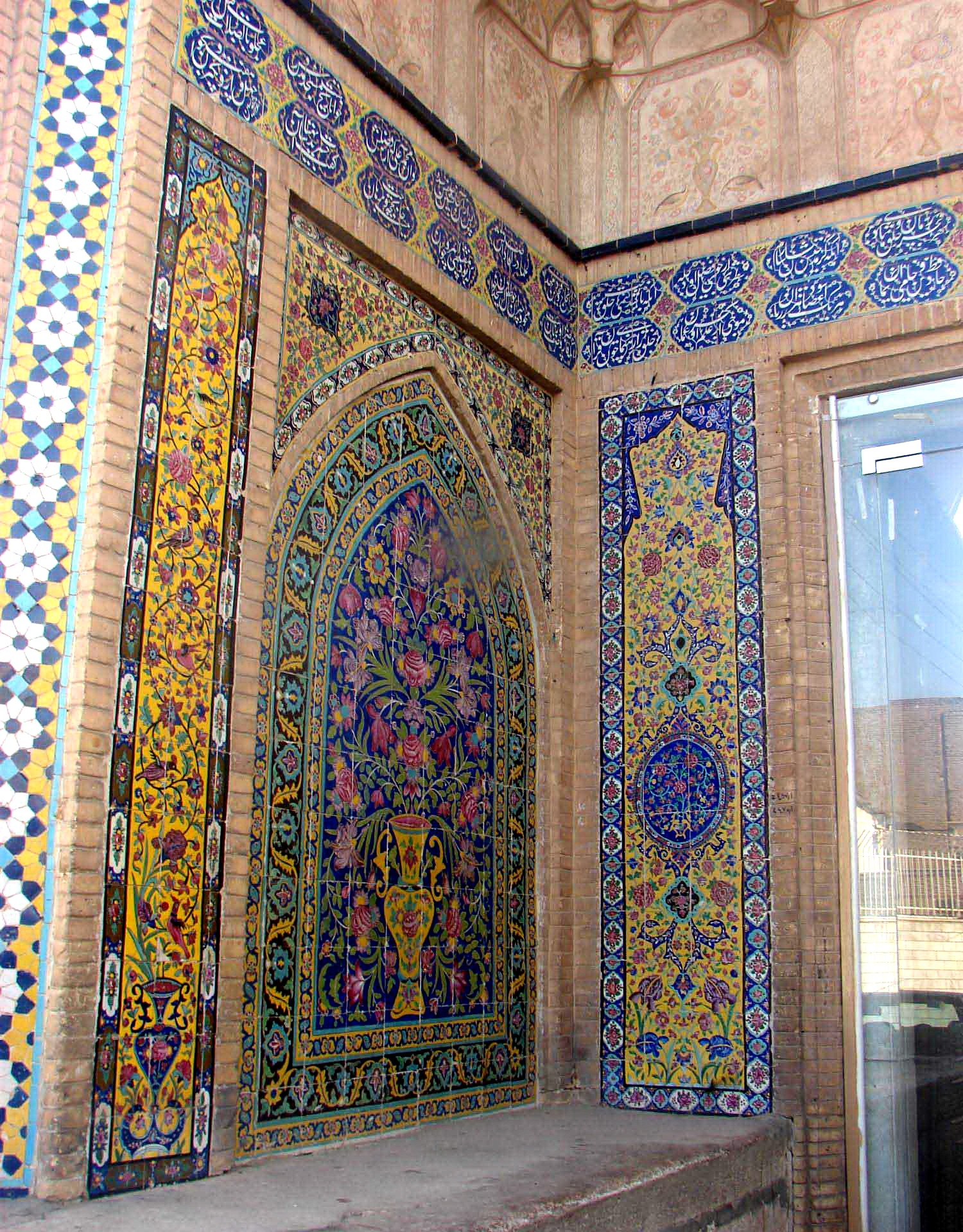
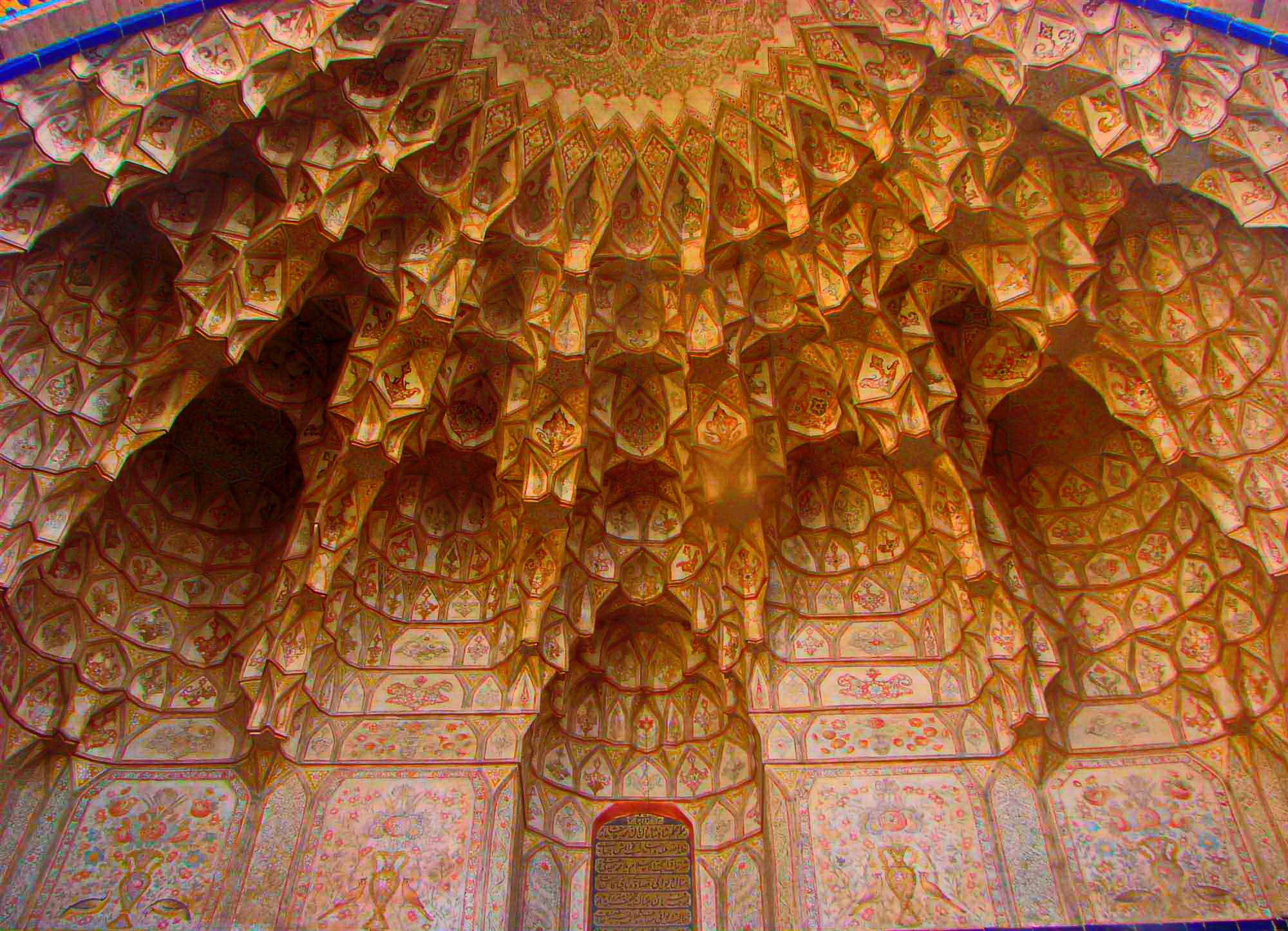
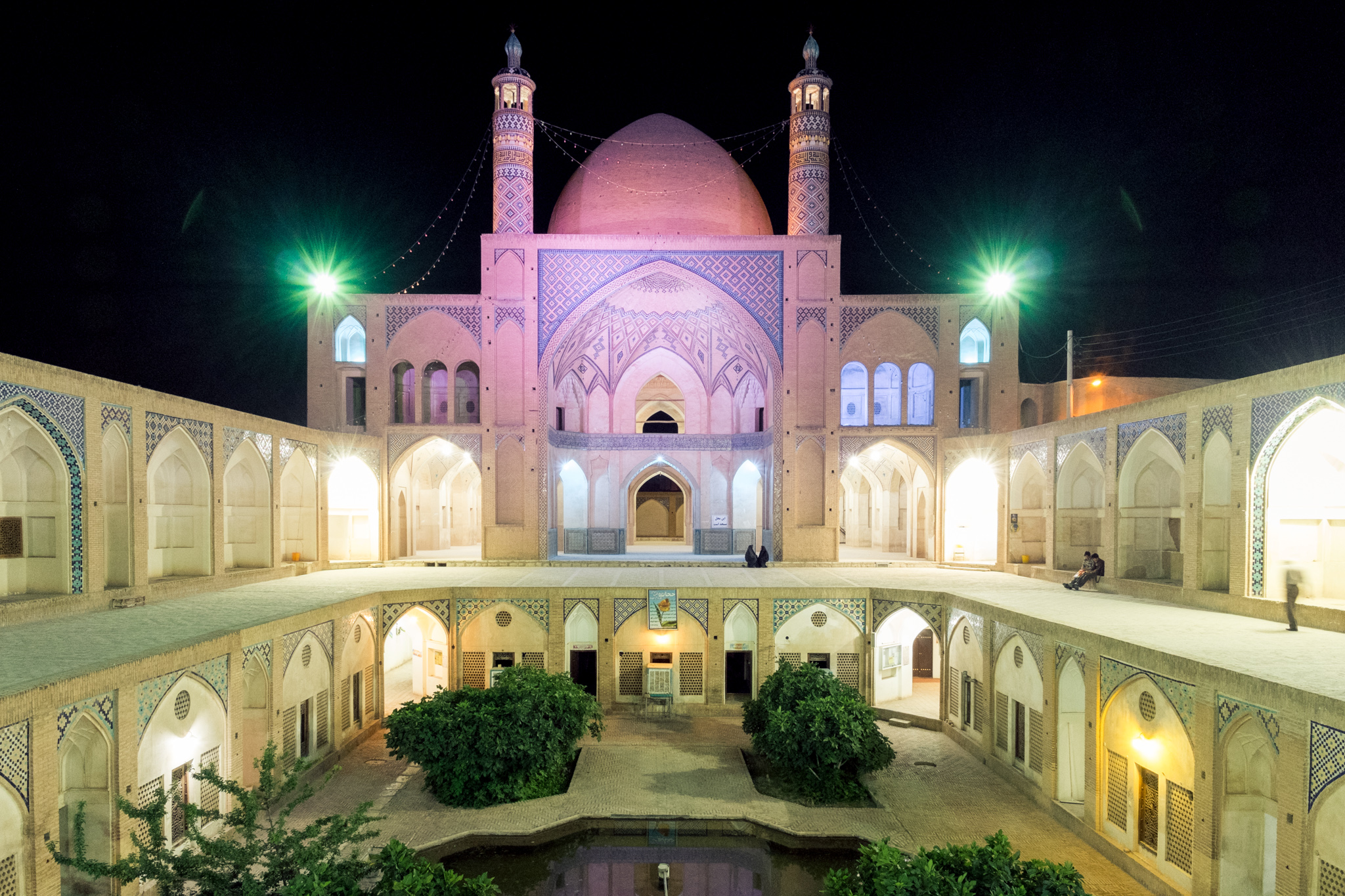
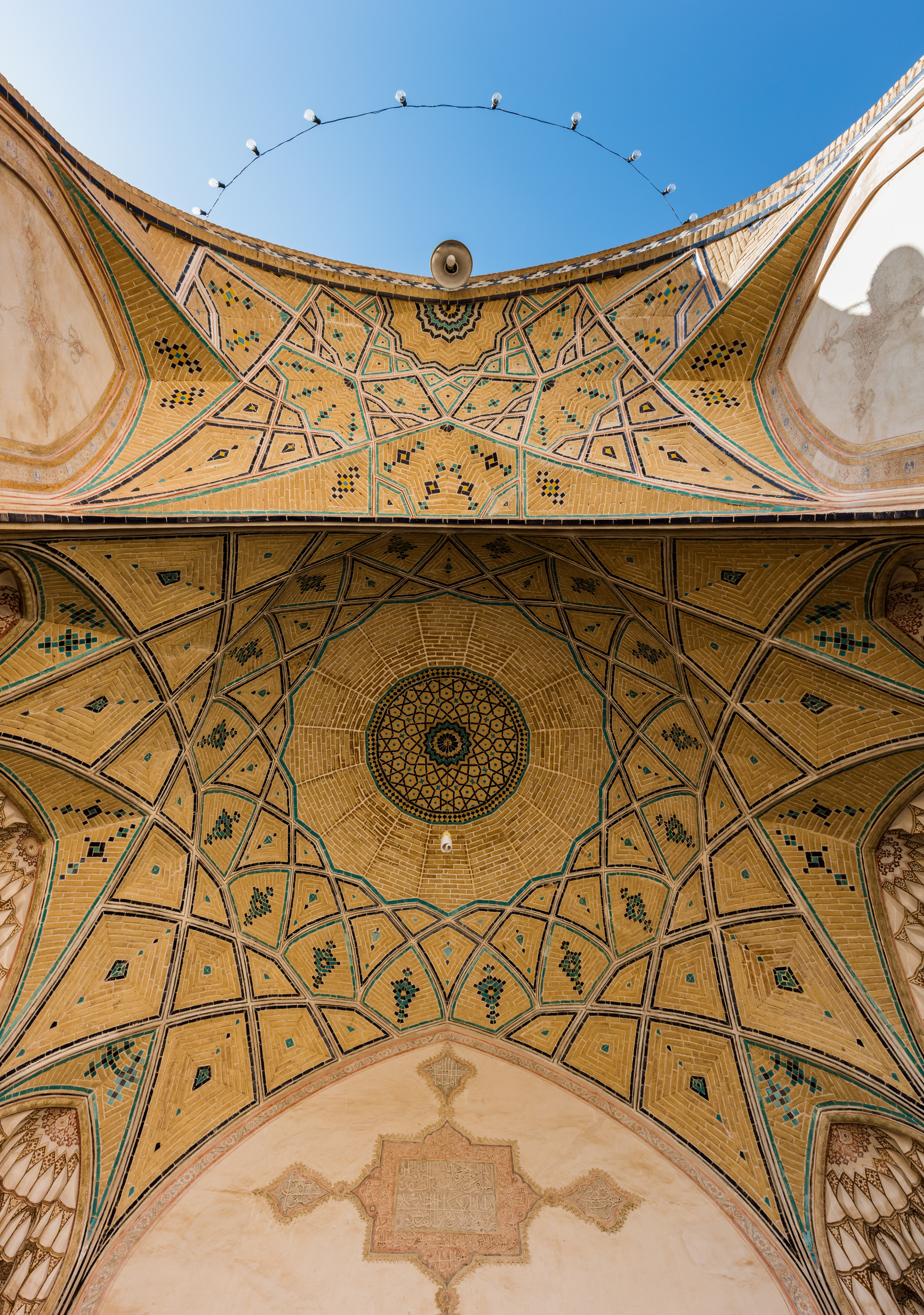
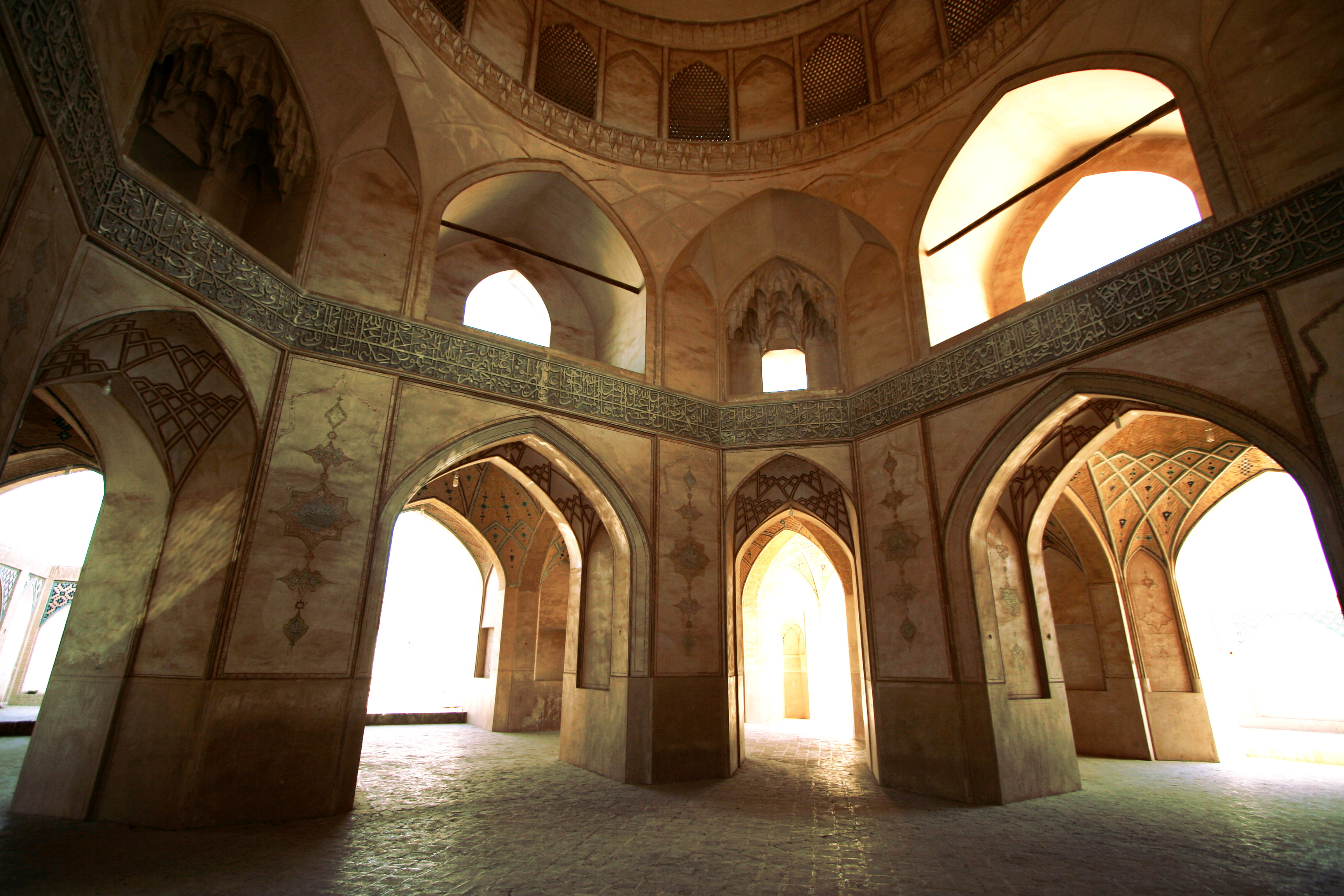